# دوک‌نشین اتریش
دوک‌نشین اتریش (به آلمانی: Duchy of Austria) یک منطقهٔ مسکونی در اتریش است که در اروپای مرکزی واقع شده‌است.